# Jan le Griep

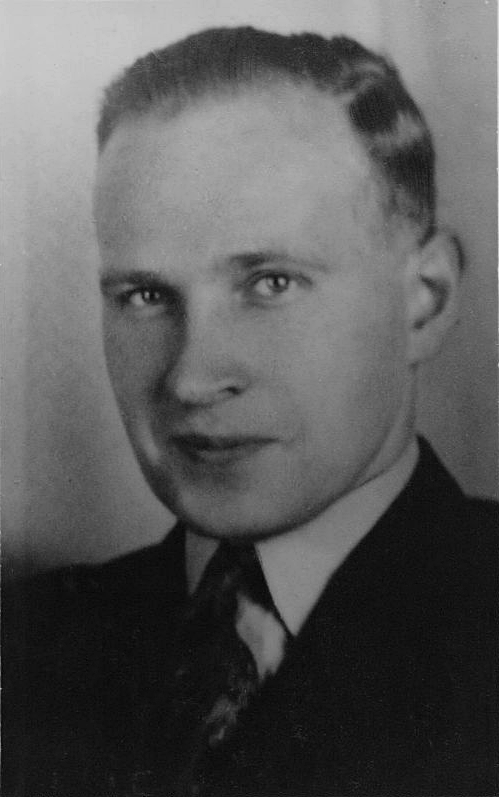
Jan le Griep

Johannes Frans (Jan) le Griep (Den Haag, 15 juni 1913 – Fort bij Rijnauwen, 26 oktober 1942) was een Nederlandse verzetsstrijder tijdens de Tweede Wereldoorlog. 

## Biografie
Jan le Griep, uitbater van een café aan het Spui in Den Haag en vader van drie kinderen, richtte in oktober 1940, al enkele maanden na het begin van de Duitse bezetting, samen met enkele vrienden de verzetsgroep “Leve de koningin“ op. Na een fusie met andere groepen kreeg de nieuwe groep de naam “Nederland voor Oranje” en werd Le Griep commandant van de afdeling in Den Haag. Zijn groep hield zich onder meer bezig met het verzamelen van inlichtingen voor de Geallieerden, smokkelen van wapens en het verspreiden van illegale pamfletten. Begin 1942 maakte de groep een plan om de HTM-garage in Scheveningen op te blazen, omdat zich daarin auto's van de Duitse Marine bevonden. Echter, voordat de verzetsgroep de aanslag kon uitvoeren werd het plan verraden door de collaborateur Anton van der Waals, die in hun verzetsgroep was geïnfiltreerd. De Duitser wisten vervolgens meerdere leden van de groep te arresteren. Le Griep werd ter dood veroordeeld en op 26 oktober van dat jaar gefusilleerd in het Fort bij Rijnauwen, een plek waar de Duitsers tijdens de oorlog honderden executies hebben uitgevoerd. Het lichaam van Le Griep werd op last van de Duitsers gecremeerd en afgevoerd naar Duitsland. Op 7 mei 1954 is zijn urn bijgezet op het Ereveld Loenen. Jan le Griep's naam is opgenomen in de Erelijst van Gevallenen 1940-1945.

## Vernoemingen
In Den Haag is een straat naar hem vernoemd: Jan Le Griepstraat 